# Cameron Diaz
Cameron Michelle Diaz (San Diego, Califòrnia, 30 d'agost de 1972) és una actriu de cinema estatunidenca i exmodel. Ha estat quatre vegades nominada al premi Globus d'Or.

## Biografia
El seu pare tenia avantpassats cubans. Després de la seva carrera com a model, va ser triada el 1994 per a la pel·lícula La màscara, protagonitzada per Jim Carrey. Aquest primer paper va ser només el d'una rossa atractiva i sensual, alta i amb els ulls blaus.
Va demostrar que tenia qualitats interpretatives a unes altres pel·lícules dirigides a un públic més exigent, com Feeling Minnesota. Després va gaudir de l'èxit amb la comèdia romàntica My Best Friend's Wedding (1997), i a la comèdia There's Something About Mary (1998). Va fer un paper a Being John Malkovich (1999), i Oliver Stone li va donar un paper a Any given sunday (1999). Va tenir èxit a tots dos papers.
Ha estat al cim de l'enquesta americana de les dones més sexis, i és als primers llocs de les actrius més sol·licitades.

## Filmografia
| Any  | Sèrie                                                             | Rol                     | Notes              |
| ---- | ----------------------------------------------------------------- | ----------------------- | ------------------ |
| 1994 | La màscara                                                        | Tina Carlyle            |                    |
| 1995 | L'últim sopar                                                     | Jude                    |                    |
| 1996 | She's the One                                                     | Heather                 |                    |
| 1996 | Feeling Minnesota                                                 | Freddie Clayton         |                    |
| 1996 | Només es viu una vegada (Head Above Water)                        | Nathalie                |                    |
| 1997 | Xantatge a Tulsa (Keys to Tulsa)                                  | Trudy                   |                    |
| 1997 | La boda del meu millor amic (My Best Friend's Wedding)            | Kimberly Wallace        |                    |
| 1997 | A Life Less Ordinary                                              | Celine Naville          |                    |
| 1998 | Por i fàstic a Las Vegas (Fear and Loathing in Las Vegas)         | Reportera per a TV      |                    |
| 1998 | There's Something About Mary                                      | Mary Jensen             |                    |
| 1998 | Very Bad Things                                                   | Laura Garrety           |                    |
| 1999 | Being John Malkovich                                              | Lotte Schwartz          |                    |
| 1999 | Any Given Sunday                                                  | Christina Pagniacci     |                    |
| 2000 | Coses que diries només de mirar-la                                | Carol Faber             |                    |
| 2000 | Els àngels de Charlie                                             | Natalie Cook            |                    |
| 2001 | The Invisible Circus                                              | Faith                   |                    |
| 2001 | Shrek                                                             | Princesa Fiona          | veu                |
| 2001 | Vanilla Sky                                                       | Julianna 'Julie' Gianni |                    |
| 2002 | The Sweetest Thing                                                | Christina Walters       |                    |
| 2002 | My Father's House                                                 | La Noia                 |                    |
| 2002 | Minority Report                                                   | Mujer en el Metro       |                    |
| 2002 | Gangs of New York                                                 | Jenny Everdeane         |                    |
| 2003 | Shrek 4-D                                                         | Princesa Fiona          | veu                |
| 2003 | Els àngels de Charlie: Al límit (Charlie's Angels: Full Throttle) | Natalie Cook            |                    |
| 2004 | Shrek 2                                                           | Princesa Fiona          | veu                |
| 2005 | A les seves sabates                                               | Maggie Feller           |                    |
| 2006 | The Holiday                                                       | Amanda Woods            |                    |
| 2007 | Shrek Tercer                                                      | Princesa Fiona          | veu                |
| 2007 | Shrek the Halls                                                   | Princesa Fiona          | Fet per a TV (veu) |
| 2008 | What Happens in Vegas                                             | Joy McNally-Fuller      |                    |
| 2009 | My Sister's Keeper                                                | Sara Fitzgerald         |                    |
| 2009 | The Box                                                           | Norma Lewis             |                    |
| 2010 | Shrek Forever After                                               | Princesa Fiona          | (veu)              |
| 2010 | Knight & Day                                                      | June Havens             |                    |
| 2011 | The Green Hornet                                                  | Lenore Case             |                    |
| 2011 | Bad Teacher                                                       | Elizabeth Halsey        |                    |
| 2012 | What to Expect When You're Expecting                              | Jules                   |                    |
| 2012 | Gambit                                                            | PJ Puznowski            |                    |
| 2013 | The Counselor                                                     | Malkina                 |                    |
| 2014 | Sex Tape                                                          | Annie                   |                    |
| 2014 | Annie                                                             | Miss Hannigan           |                    |

## Premis

### Premis Globus d'Or
| Any  | Categoria                                       | Pel·lícula                   | Resultat  |
| ---- | ----------------------------------------------- | ---------------------------- | --------- |
| 2003 | Globus d'Or a la millor actriu secundària       | Gangs of New York            | Candidata |
| 2001 | Globus d'Or a la millor actriu secundària       | Vanilla Sky                  | Candidata |
| 1999 | Globus d'Or a la millor actriu secundària       | Being John Malkovich         | Candidata |
| 1998 | Globus d'Or a la millor actriu musical o còmica | There's Something About Mary | Candidata |

### Premis BAFTA
| Any  | Categoria                               | Pel·lícula           | Resultat  |
| ---- | --------------------------------------- | -------------------- | --------- |
| 1999 | BAFTA a la millor actriu de repartiment | Being John Malkovich | Candidata |

### Premis del Sindicat d'Actors
| Any  | Categoria                                                     | Pel·lícula           | Resultat  |
| ---- | ------------------------------------------------------------- | -------------------- | --------- |
| 2001 | Premi del Sindicat d'Actors a la millor actriu de repartiment | Vanilla Sky          | Candidata |
| 1999 | Premi del Sindicat d'Actors a la millor actriu de repartiment | Being John Malkovich | Candidata |
| 1999 | Premi del Sindicat d'Actors al millor repartiment             | Being John Malkovich | Candidata |

## Curiositats
- Cameron Diaz és la imatge publicitària de l'operadora de telèfons japonesa Softbank. Al Japó es poden veure nombrosos cartells de l'actriu promovent la companyia.

- Ha admès que no li agrada portar sostenidors, diu que no calen perquè té poc pit.

- Ha admès que són certs els rumors sobre els seus notoris problemes amb l'acne.

- Ha mostrat oposició al president George W. Bush. Abans de les eleccions presidencials del 2000, Díaz duia una samarreta que deia "I WON'T VOTE FOR A SON OF A BUSH!" ("No votaré per un fill de Bush", fent un joc de paraules entre Bitch -puta- i Bush) durant la promoció de la pel·lícula Els Àngels de Charlie.

- El seu equip preferit de futbol és el Brentford F.C.. De vegades duu una gorra de llana amb els colors vermell i blanc de l'equip.

- Díaz fou la presentadora de la sèrie de televisió Trippin' de la MTV.

- Té un Toyota Prius.

- La revista Maxim la va posar al lloc 22 de la llista de les 100 dones més atractives del 2004, al lloc 11 del 2005 i al lloc 7 del 2006.

- És molt supersticiosa.

- Als Mtv Movie Awards del 2007 va lliurar el premi "generació" a Mike Myers

- A la fitxa 4 de material fotocopiable del llibre de llengua i literatura per a primer d'ESO de Santillana, Cameron apareix com a exemple d'una actriu per escriure'n una biografia.

- El seu grup preferit és Iron Maiden